# 西郷村 (山形県北村山郡)
西郷村（にしごうむら）は山形県北村山郡にあった村。現在の村山市中心部の西側、最上川と奥羽本線に挟まれた区域にあたる。

## 地理
- 山：河島山
- 河川：最上川

## 歴史
- 1889年（明治22年）4月1日 - 町村制の施行により、名取村、大淀村、長島村、河島村の区域をもって発足。
- 1954年（昭和29年）11月1日 - 楯岡町・大倉村・大久保村・富本村・戸沢村と合併して村山市が発足。同日西郷村廃止。